# 尤尼昂米爾斯 (印地安納州)
尤尼昂米爾斯（英語：Union Mills）是位於美國印地安納州拉波特縣的一個非建制地區。該地的面積和人口皆未知。